# Arn-Mojsche Cholodenko
Arn-Mojsche Cholodenko  (* 1828; † 1902) war ein russisch-jüdischer Violinist, Komponist und Klezmer-Musiker.

## Leben
Das musikalische Handwerk lernte er bei dem  Klezmer-Musiker I. M. Rabinowitsch. Cholodenko bearbeitete populäre Musiknummern für seine zwölf Personen starke, bei besonderen Festlichkeiten aber bis auf 18 Spieler aufgestockte Kapelle. Vermutlich ließ er auch mehrere Kapellen unter seinem Namen laufen. Schon bald war er als Geigenvirtuose und als jüdischer Paganini sehr berühmt. Populär und bekannt war er weniger unter seinem wirklichen Namen, sondern unter dem Namen Pedotser. Sein Repertoire bestand aus populären klassischen Konzerten seiner Zeit, wie bspw. romantischen Violinkonzerten und Konzertstücken, und aus selbstkomponierten Fantasien und Variationen über  beliebte jiddische und  ukrainische Volkslieder. Diese erweiterte er auch zu größeren Formen wie in der klassischen Musik. Bekannt war Cholodenko auch für Imitationen von Vogelstimmen auf der Violine.